# Richton
Richton és una població dels Estats Units a l'estat de Mississipi. Segons el cens del 2000 tenia 1.038 habitants.

## Demografia
Segons el cens del 2000, Richton tenia 1.038 habitants, 397 habitatges, i 258 famílies. La densitat de població era de 175,0 habitants per km².
Dels 397 habitatges en un 29,7% hi vivien nens de menys de 18 anys, en un 42,6% hi vivien parelles casades, en un 18,9% dones solteres, i en un 34,8% no eren unitats familiars. En el 32% dels habitatges hi vivien persones soles el 15,1% de les quals corresponia a persones de 65 anys o més que vivien soles. El nombre mitjà de persones vivint en cada habitatge era de 2,41 i el nombre mitjà de persones que vivien en cada família era de 3,04.
Per edats la població es repartia de la següent manera: un 24,7% tenia menys de 18 anys, un 7,8% entre 18 i 24, un 21,9% entre 25 i 44, un 25,2% de 45 a 60 i un 20,4% 65 anys o més.
L'edat mediana era de 41 anys. Per cada 100 dones de 18 o més anys hi havia 68,5 homes.
La renda mediana per habitatge era de 23.365 $ i la renda mediana per família de 33.250 $. Els homes tenien una renda mediana de 34.250 $ mentre que les dones 16.000 $. La renda per capita de la població era de 17.425 $. Entorn del 22,3% de les famílies i el 31,9% de la població estaven per davall del llindar de pobresa.

## Poblacions més properes
El següent diagrama mostra les poblacions més properes.